# حارثة بن زيد مناة
حارثة بن زيد مناة كان ملك الغساسنة في الحجاز بالقرن الثالث الميلادي، ويُعد حارثة أقدم ملك غساني يذكر في التأريخ حتى الآن، يُشير اسم والد الملك (زيد مناة) إلى أن الغساسنة كانت ثقافتهم وأديانهم شمالية في القرون الميلادية الأولى، نظراً لأن "مناة" آلهة عربية شمالية قدستها جميع الشعوب العربية الشمالية من الأنباط إلى التدمريين.

## التأريخ
كانت ديار مملكة الغساسنة في عهد الملك حارثة تقع بين مكة والعُلا. اتخذ بني غسان من يثرب (المدينة المنورة) عاصمة لهم في تلك الحقبة الزمنية، يبرز ذكر المملكة في نصوص مملكة سبأ الأهمية السياسية لها بالجزيرة العربية آنذاك، وفي نهاية القرن الخامس الميلادي هاجرت إحدى العائلات الغسانية (آل جفنة) إلى جنوب بلاد الشام لتؤسس مملكة ذات نفوذ قوي في الديار الشامية مما جعلها تتحالف مع الإمبراطورية البيزنطية التي كانت تحكم المنطقة في وقتها.

## المصدر التأريخي
أعتمد الباحثون في استنتاجتهم المتعلقة بتأريخ الغساسنة القديم وتأريخ الملك حارثة بن زيد مناة على مجموعة نقوش مسندية ونبطية تعود للقرن الثالث والرابع الميلادي، النقش الأول نبطي عثر عليه في القطيعة (تقع جنوب العُلا)، كتبه صهر الملك حارثة (ربما بقصد التفاخر بمصاهرة الملك) وهو ما يدل على سلطة سياسية للملك في المكان، والنقوش الأخرى دونها دبلوماسيون ومواطنين سبئيين (نقش: Jabal Riyām 2006 - 17) العائد العام 255م، وكذلك (نقش: عبدان) العائد لعام 360م، والذي يذكر تواجدهم شرق مكة.